# Стиров Владислав Володимирович

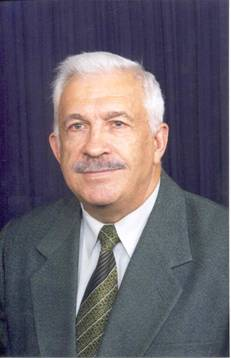
Стиров Владислав Володимирович

Владислав Володимирович Стиров (*15 березня 1939 - 2022 рік) — радянський учений в галузі фізики твердого тіла й хімічної фізики. Доктор фізико-математичних наук, професор. Академік АН ВШ України з 2010 р.

## Біографія
Народився в Росії. У 1962 р. закінчив фізичний факультет Санкт-Петербурзького (тоді Ленінградського) державного університету. Працював на кафедрах експериментальної фізики, фізики твердого тіла, лазерної та світлової техніки Томського політехнічного інституту. У 1978 р. після закінчення докторантури захистив докторську дисертацію, а в 1981 р. йому було надано вчене звання професора. У 1981 р. обійняв за конкурсом посаду завідувача кафедри фізики Ждановського металургійного інституту (нині Приазовський державний технічний університет — ПДТУ). Органічно поєднав навчальний процес з розпочатими на кафедрі науковими дослідженнями за програмами АН СРСР та АН Української РСР (програми з емісійної електроніки, космічного матеріалознавства, люмінесценції, гетерогенного каталізу). Згодом був обраний членом Методичної Ради з фізики МВССО СРСР (як представник від України та Молдови) і ввійшов до Методичної комісії МВССО УРСР.

## Наукова діяльність
Наукові інтереси: фізичні явища при гетерогенних хімічних реакціях на поверхні твердих тіл. Заклав основи наукової школи на межі хімічної фізики, оптики та фізики твердого тіла.
Опублікував близько 300 наукових робіт, в тому числі й монографію: В. В. Стыров, Ю. И. Тюрин. Неравновесные хемоэффекты на поверхности твердых тел. — М.: Энергоатомиздат, 2003. — 507 с. Автор 13 патентів, 15 навчальних посібників. Створив спеціалізовані фразеологічні англійсько-російський та російсько-англійський словники з хімічної фізики.
Під його керівництвом або співкерівництвом підготовлено 25 кандидатів і 5 докторів фізико-математичних наук.
Обраний членом Американського фізичного товариства (American Physical Society), Міжнародного товариства дослідників матеріалів (Materials Research Society), Американського хімічного товариства (American Chemical Society) та Американської асоціації сприяння науковим дослідженням (American Association for the Advancement of Science — AAAS). Виступав з доповідями на багатьох міжнародних конференціях (за останні роки в Токіо, Японія; Парижі, Франція; Хельсінки, Фінляндія; м. С’янтан, Китай; Сан Франциско та Принстон, США).